# Vasili Flug
Vasily Yegorovich Flug (19 de marzo de 1860 - San Francisco, 3 de diciembre de 1955) fue un General de Infantería del Ejército Imperial Ruso. Un oficial de carrera, sirvió en la Rebelión de los Bóxers, la guerra ruso-japonesa y la I Guerra Mundial, antes de unirse al Movimiento Blanco durante la guerra civil rusa. Como muchos otros oficiales, fue al exilio tras finalizar la guerra civil rusa, inicialmente trasladándose a Yugoslavia. Después de la II Guerra Mundial, Flug fue a los Estados Unidos, donde murió.

## Biografía
Flug se graduó en el 2º Gymnasium Militar de San Petersburgo en 1877 y en la Academia de Artillería Mijailovsky en 1880 con el rango de teniente segundo, siendo primero asignado a la 7ª Batería de Artillería Montada. Tras su graduación de la Academia de Estado Mayor General en 1890, fue nombrado jefe del departamento de perforación de la Fortaleza de Vladivostok el 26 de noviembre de ese año. A partir del 4 de octubre de 1893, Flug sirvió como comandante de escuadrón en el 11º Regimiento de Dragones de Járkov. Fue transferido para convertirse en adjunto sénior de la División de Granaderos del Cáucaso el 6 de octubre de 1894.

### Servicio en el Extremo Oriente

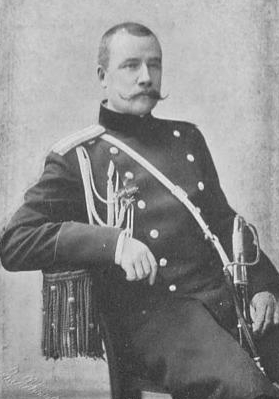
Flug como coronel en 1900.

El 16 de febrero de 1896, Flug se convirtió en oficial de estado mayor en el cuartel general de la 2ª Brigada de Rifles de Siberia Oriental, estacionada en el Extremo Oriente ruso. Participó en la invasión rusa de Manchuria durante la Rebelión de los Bóxers en 1900 y 1901. El 22 de julio de 1900, se convirtió en jefe del departamento militar del Oblast de Kwantung. Por sus acciones durante la captura de Lutai el 9 de septiembre de 1900, Flug recibió la Espada Dorada por Valentía el 15 de marzo de 1901. El 22 de enero de 1902, se convirtió en jefe de Estado Mayor del Oblast de Kwangtung, y fue promovido a mayor general el 27 de agosto de 1903, por distinción.
A partir del 29 de enero de 1904, Flug fue el intendente del cuartel general de campo del gobernador en el Extremo Oriente. Participó en la guerra ruso-japonesa. A partir del 14 de enero de 1905, Flug fue el intendente general del cuartel general del 2º Ejército Manchurio. A partir del 21 de septiembre de 1905, fue el gobernador militar de la Región Marítima y Atamán de los cosacos de Ussuri. Teniente General en 1908, el 19 de noviembre de 1909 se convirtió en comandante de la 37ª División de Infantería y el 30 de julio de 1912 de la 2ª División de Infantería de la Guardia. A partir del 12 de enero de 1913, Flug fue un asistente del Gobernador General de Turquestán y comandante del Ejército del Distrito Militar de Turquestán.

### I Guerra Mundial
Después de la destrucción del 2º Ejército del General Samsonov a raíz de la batalla de Tannenberg, fue formado el 10º Ejército a finales de agosto de 1914 por unidades de la reserva. El 29 de agosto de 1914, Vasily Flug fue nombrado comandante de este 10.ª Ejército y fue hecho general de infantería. A pesar de acciones con éxito en las batallas contra el 8º Ejército alemán y la toma de Suwałki, y debido a desacuerdos con el General Nikolai Ruzsky, Vasily Flug fue suspendido el 23 de septiembre de 1914 por "actividades peligrosas" por el mando del ejército y transferido al comandamiento supremo. El 4 de octubre de 1914, fue designado para supervisar la restauración del 13º y 15º Cuerpos de Ejército, que habían sido casi destruidos en Prusia Oriental en agosto de 1914. El 8 de julio de 1915, fue nombrado comandante del 2º Cuerpo de Ejército. Recibió la Orden de San Jorge de 4º grado.
Durante la operación Vilnius en septiembre de 1915, los alemanes se dispusieron a retirar las tropas de los frentes Norte y Occidental golpeando la cuña entre el 5º Ejército y el 10º Ejército, y enviando la caballería al área de Molodechno para operar en la retaguardia del 10º Ejército. Parte del 2º Cuerpo a las órdenes del General Flug fue ordenado contrarrestar los designios del enemigo. No solo contuvo al enemigo, sino que pasó a la ofensiva. Como resultado de la energía, coraje y destreza del liderazgo mostrado por el General Flug, el plan alemán fracasó.
En 1916, el 2º Cuerpo se unió al 7º Ejército y participó en la ofensiva del Frente Suroccidental en el verano de 1916.

### Revolución y Guerra Civil
Tras la Revolución de Febrero, Flug fue puesto el 30 de mayo de 1917 en la reserva de oficiales en el cuartel general del Distrito Militar de Petrogrado. Después del golpe de Octubre, se trasladó al Don. El 14 de noviembre de 1917, llegó a Novocherkassk y ofreció sus servicios al General Mijaíl Alekseyev, que había formado el Ejército de Voluntarios.
En febrero de 1918, Vasily Flug fue enviado a Siberia para organizar la resistencia antibolchevique ahí. Abandonó Novocherkassk el 25 de febrero bajo el nombre de Vasily Fadeev. Durante su misión en Siberia, ayudó a unificar y coordinar las actividades de las organizaciones clandestinas de oficiales en Omsk, Petropavlovsk, Tomsk e Irkutsk. El 29 de marzo de 1918, llegó a Omsk, el 27 de abril a Tomsk, el 4 de mayo a Irkutsk, y el 11 de junio a Vladivostok. Vasily Flug después viajó a Harbin, donde fue un miembro del Gobierno del General Horvath a partir de junio de 1918. Entre el 1-14 de diciembre de 1918, temporalmente sirvió como comandante de las tropas de la región militar de Amur. Para el 3 de diciembre de 1918, se convirtió en asistente del Alto Comisario en el Extremo Oriente del General Horvath.
Al final de 1918, Flug llegó a Omsk, donde se reunió con el almirante Kolchak. A pesar de su amplia experiencia e involucración en la organización de la resistencia antibolchevique en Siberia, no había lugar para él en el Ejército de Kolchak. Por instrucción de Kolchak, retornó al sur de Rusia y se puso a disposición del general Anton Denikin. El 10 de febrero de 1919, Vasily Flug partió de Vladivostok en el barco de vapor Tomsk y el 6 de abril de 1919 llegó a Novorossiysk.
Después de su retorno al sur de Rusia, a Flug se le confió en mayo de 1919 llevar a cabo una inspección de todas las instituciones logísticas bajo la autoridad de la Reunión Especial. Su tarea principal era la expulsión del excesivo número de puestos logísticos comparado con los oficiales adecuados para el combate. En septiembre de 1919, fue nombrado asistente del comandante en jefe de la región de Kiev, el General Dragomirov. Tras la pérdida de Kiev, se retiró a Crimea. El 8 de diciembre de 1919 Flug fue transferido a la reserva con sede en la región de Novorossiysk.

### Exilio
En 1920, después de que Crimea fuera abandonada por las tropas blancas rusas, Flug se trasladó a Yugoslavia. A partir de 1922 sirvió en Ministerio Militar Yugoslavo (Varaždin). Estuvo activamente envuelto en las actividades de la Unión Militar Rusa. En 1930, Flug se convirtió en jefe en funciones de la 4ª División de la Unión Militar Rusa (Yugoslavia).
Durante la II Guerra Mundial Flug sirvió en el Cuerpo Ruso. Tras el fin de la guerra, se trasladó a los Estados Unidos. Fue miembro de las Sociedad de veteranos de la Gran Guerra. Fue un empleado permanente de la revista Watch y del Bulletin of Military Knowledge. Flug murió en San Francisco.

## Condecoraciones
Flug recibió las siguientes condecoraciones:
- Orden de Santa Ana, 3ª clase (1896) y 1ª clase con Espadas (1905)
- Orden del Águila Blanca con Espadas (25 de mayo de 1915)
- Orden de San Estanislao, 3ª clase (1893), 2ª clase (1900), y 1ª clase con Espadas (1905)
- Orden de San Vladimir, 4ª clase con Espadas y Lazo (1900), 3ª clase con Espadas (1905), y 2ª clase (6 de diciembre de 1911)
- Espada Dorada por Valentía (15 de marzo de 1901)
- Orden de San Jorge, 4ª clase (9 de enero de 1916)